# Anthene emoloides
Anthene emoloides är en fjärilsart som beskrevs av Tite 1966. Anthene emoloides ingår i släktet Anthene och familjen juvelvingar. Inga underarter finns listade i Catalogue of Life.